# Формула-1 — Гран-прі Бельгії 2008
Гран-прі Бельгії 2008 року — тринадцятий етап чемпіонату світу 2008 року з автоперегонів у класі Формула-1, відбувся з 5 по 7 вересня на трасі Спа-Франкоршам біля міста Спа (Бельгія).
Кваліфікацію виграв пілот «Макларена» Льюїс Хемілтон, але вже після другого кола перегонів пелетон очолив Кімі Ряйкконен, який скористався помилкою Хемілтона. Коли в кінці перегонів розпочався дощ, Хемілтон зважився на атаку. Обидва гонщики не перейшли на дощову гуму, тому проводити обгони було складно. Хемілтон обігнав Ряйкконена, але його болід розвернуло, фін знову став лідером, та його також розвернуло і він розбив свій болід. Хемілтон приїхав першим, але після перегонів був покараний 25-секундним штрафом за зріз шикани при обгоні Ряйкконена і опинився на третій позицій. Перемогу ж святкував Феліпе Масса.

## Перегони

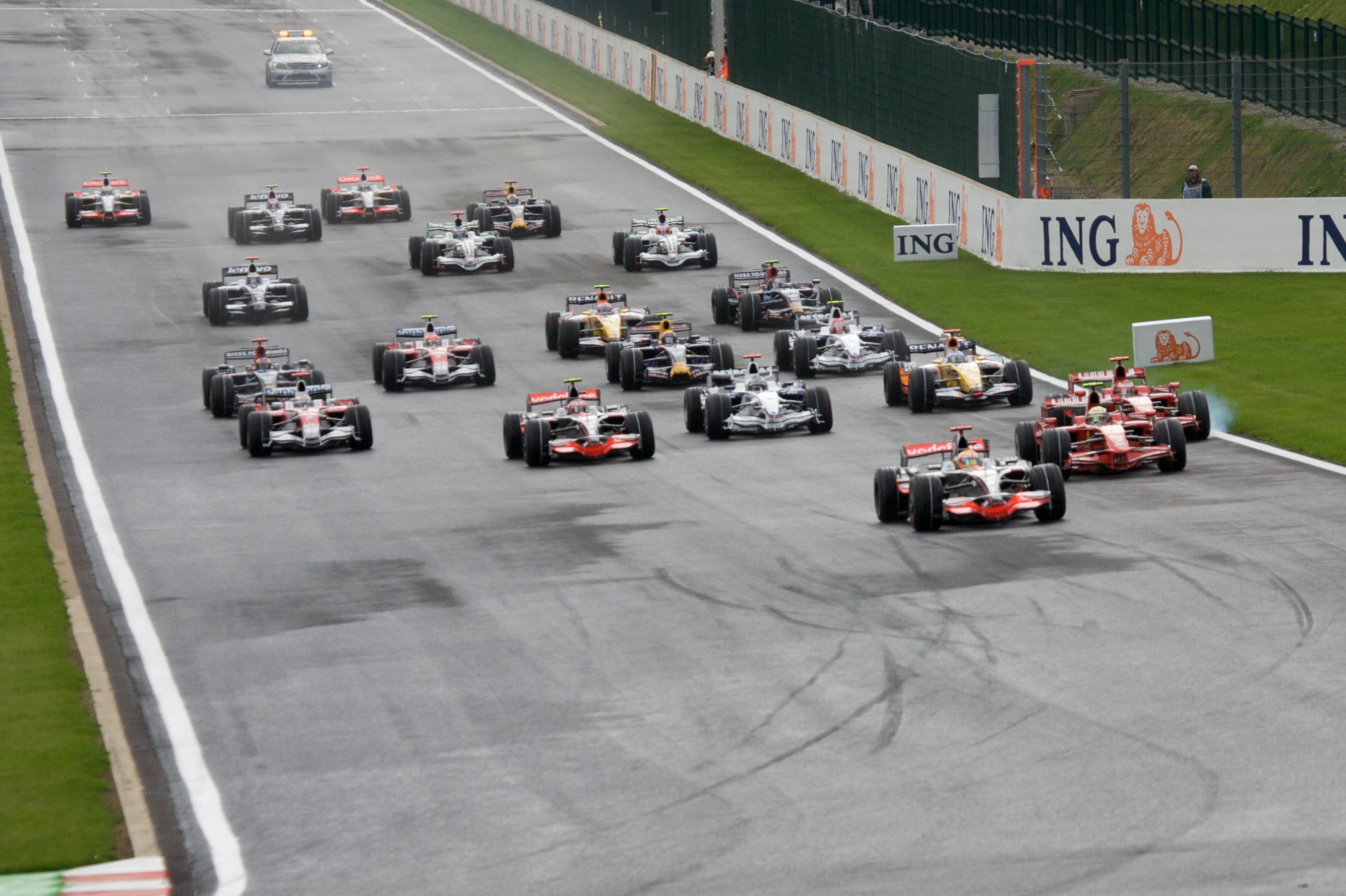
Старт Гран-прі.

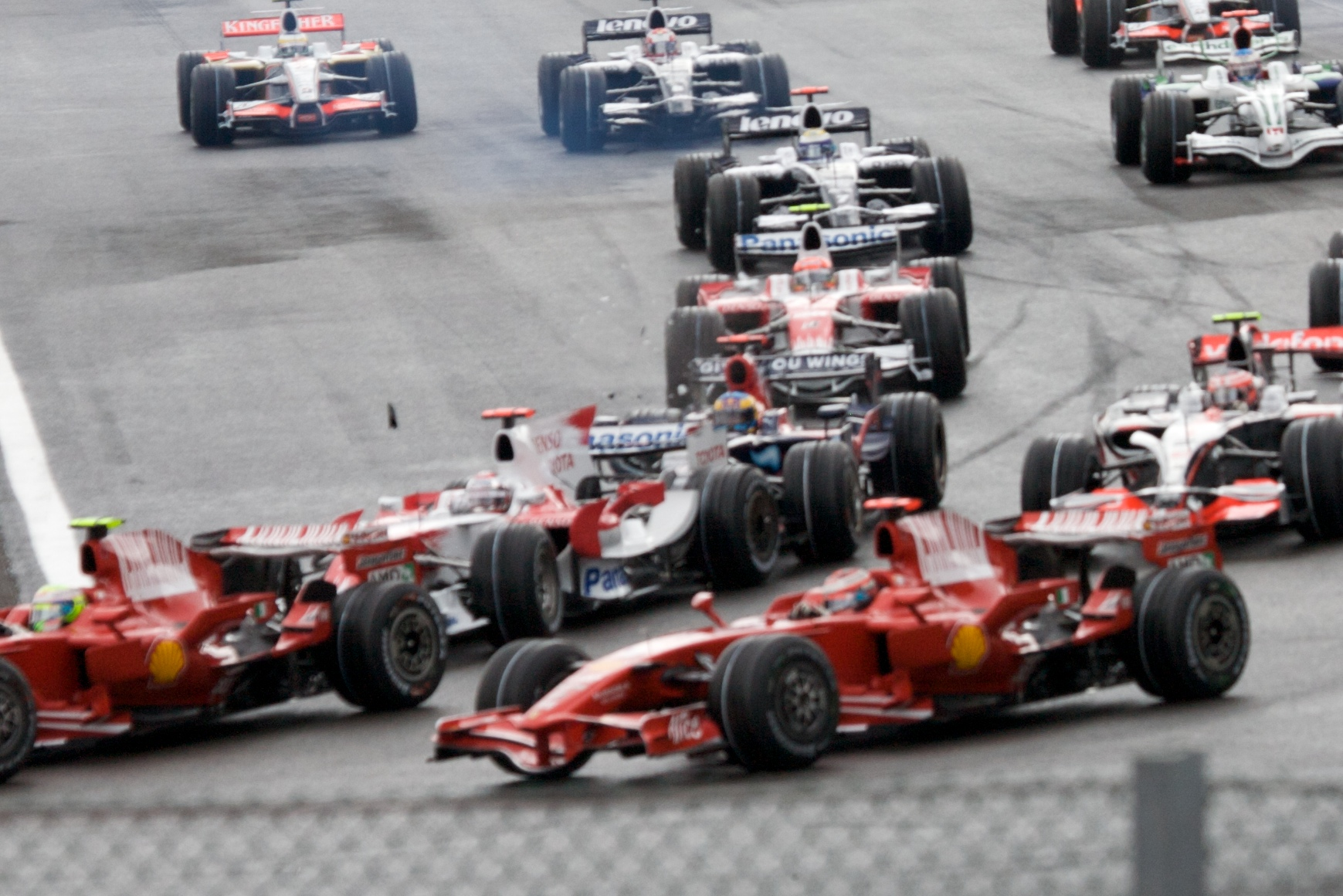
Контакт Бурде і Труллі.

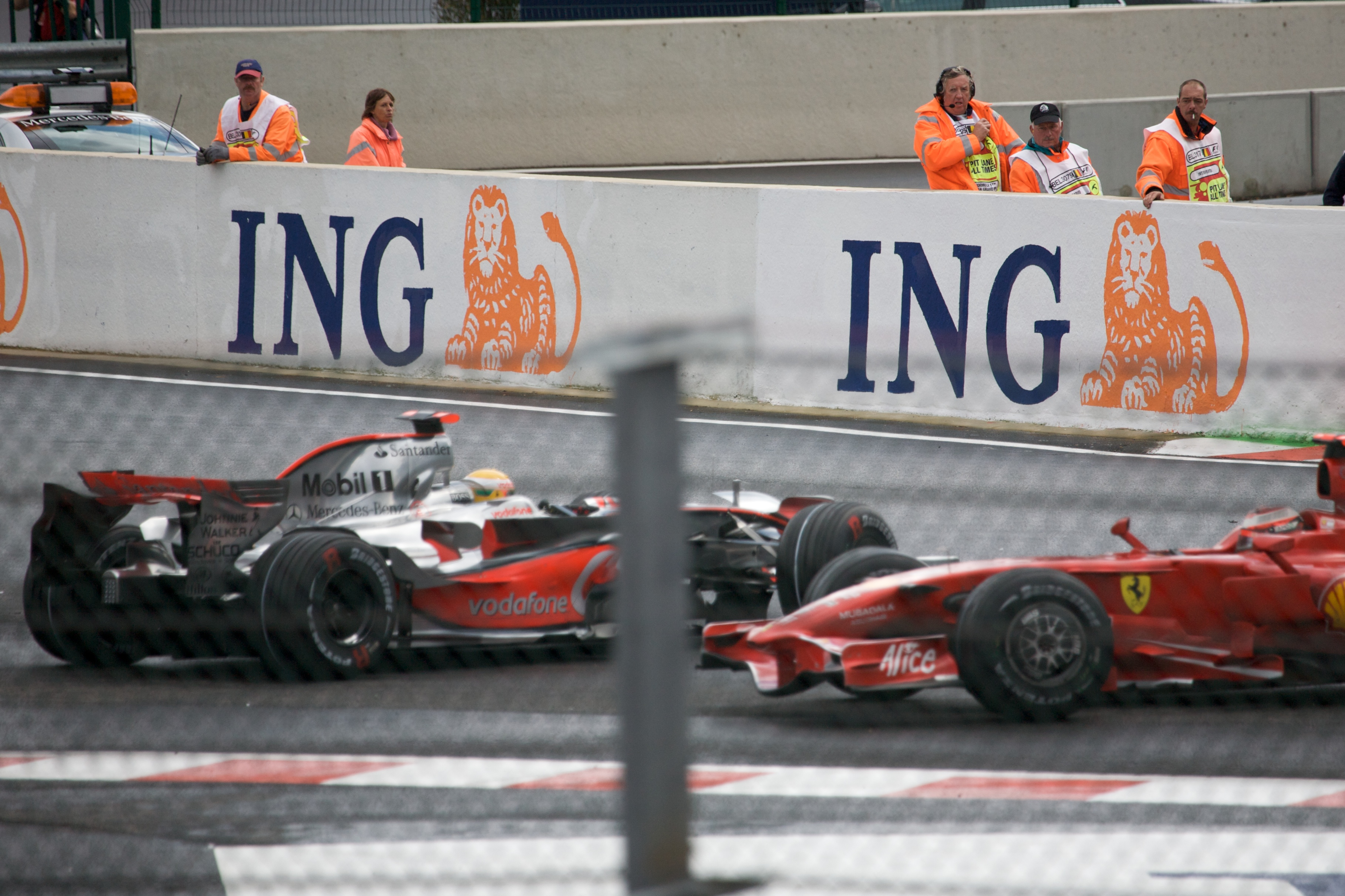
Розворот Хемілтона на другому колі.

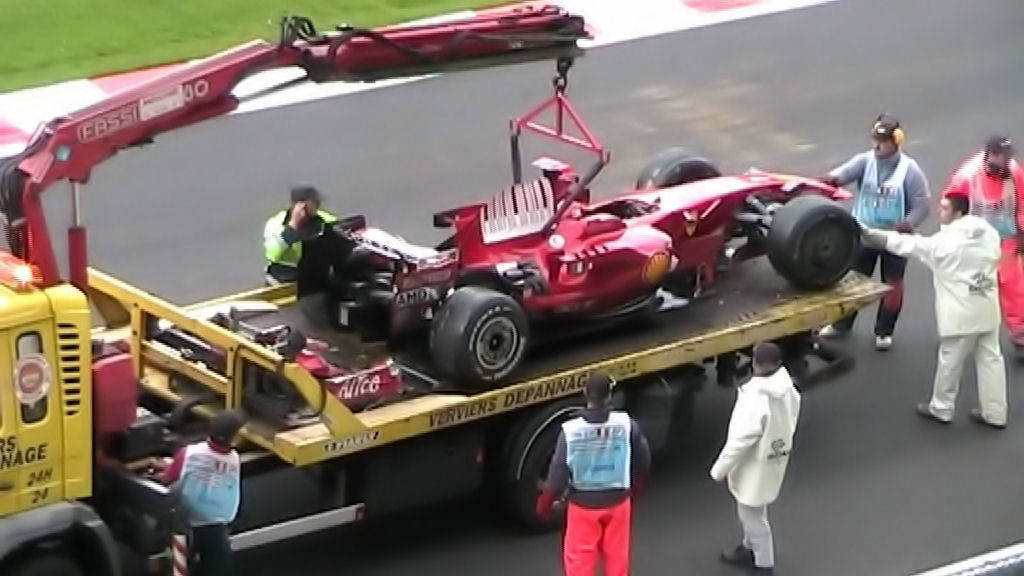
Болід Ряйкконена після аварії.

### Хронологія
Коло 1: Хемілтон після старту зберігає перше місце, за ним їде Масса і Ряйкконен. У повороті La Source Бурде підштовхує ззаду Труллі, вони створюють затор, в який потрапляє Ковалайнен, що стартував третім. Фін скочується на 11-те місце. Четвертим стає Бурде, але до кінця кола його обганяє Алонсо. Піке — шостий, за ним: Веббер, Кубіца, Глок, Хайдфельд, Ковалайнен, Феттель, Росберг, Труллі, якого розвернуло у шикані, Барікелло, Култхард, Баттон, Сутіл і Накадзіма. Фізікелла, який двічі вилетів з траси, заїжджає на піт-стоп.
Коло 2: Хемілтона розвертає у La Source і Ряйкконен обганяє його у повороті Les Combes. Веббер і Кубіца обганяють Піке. Хайдфельд обходить Глока.
Коло 3: Култхард занадто широко заходить у La Source. Ковалайнен обганяє Хайдфельда і Глока, Сутіл — Баттона.
Коло 4: Ковалайнен обганяє Піке, Феттель обходить Глока.
Коло 5: Ряйкконен лідирує з перевагою у 1.1 с. Сутіл обганяє Култхарда.
Коло 6: Хемілтон проходить коло за 1:49.895, скорочує відставання до 0.6 с.
Коло 7: Ряйкконен проходить коло ще швидше — 1:49.710, і знову збільшує відрив до 0.9 с. Хайдфельд і Феттель обходять Піке.
Коло 8: Ряйкконен долає коло за 1:49.108, Хемілтон — за 1:49.118. Сутіл вилітає з траси і повертається 19-м.
Коло 9: Хемілтон — 1:48.892, відставання — 0.8 с. Ковалайнен обганяє Кубіцу.
Коло 10: Ряйкконен — 1:48.510, відрив від Хемілтона збільшився до 1.3 с. Третій — Масса, за ним Алонсо. У шикані Ковалайнен піддіває Веббера, болід австралійця розвертає, а Кубіца обходить обох. Веббер опускається на 9-те місце. Барікелло обганяє Труллі.
Коло 11: Піт-стоп Хемілтона. Култхард обганяє Труллі.
Коло 12: Піт-стопи Ряйкконена і Веббера. Лідирує Масса. Баттон обганяє Труллі.
Коло 13: Піт-стопи Масси і Алонсо. Знову лідирує Ряйкконен, другий — Бурде. За зіткнення з Веббером Ковалайнен отримує штраф «проїзд через піт-лейн», але спочатку заїжджає для зміни шин і дозаправку. Накадзіма і Сутіл обганяють Труллі.
Коло 14: Піке вилітає в 12-му повороті, розбиває машину. Піт-стопи Хайдфельда і Труллі. Ковалайнен заїжджає на піт-лейн відбувати штраф і повертається в перегони на п'ятнадцятому місці.
Коло 15: Ряйкконен випереджає Хемілтона на 5.6 с. Піт-стопи Бурде і Кубіци.
Коло 16: Ковалайнен обганяє Баттона.
Коло 17: Ряйкконен проїжджає коло за 1:48.229 і доводить відрив від Хемілтона до 5.8 с. Піт-стопи Феттеля і Барікелло.
Коло 18: Хайдфельд обганяє Глока.
Коло 19: Чергове швидке коло Ряйкконена — 1:47.932, він попереду з перевагою у 6.1 с. Барікелло заїжджає до боксів щоб залишити перегони.
Коло 22: Піт-стопи Култхарда, Баттона і відстаючого на коло Фізікелли.
Коло 23: Хемілтон скорочує відрив до 5.5 с.
Коло 24: Ряйкконен знімає ще дві тисячні з найшвидшого кола — 1:47.930, і лідирує з перевагою у 5.8 с. Масса відстає від Хемілтона на 6.1 с.
Коло 25: Піт-стопи Ряйкконена, Хемілтона і Росберга.
Коло 26: Піт-стоп Глока. Сутіл обганяє Баттона.
Коло 27: Піт-стопи Алонсо і Накадзіми.
Коло 28: Піт-стопи Масси і Сутіла.
Коло 29: Ковалайнен обганяє Веббера.
Коло 30: Ряйкконен випереджає Хемілтона на 1.5с, Масса поступається Хемілтону 4.4 с. Четвертий — Бурде, за ним Кубіца і Феттель.
Коло 31: Піт-стоп Хайдфельда.
Коло 32: Другий піт-стоп Бурде і Веббера.
Коло 33: Другі піт-стопи у Кубіци, Феттеля і Ковалайнена.
Коло 34: Перша вісімка: Ряйкконен, Хемілтон, Масса, Алонсо, Бурде, Феттель, Хайдфельд і Кубіца.
Коло 35: Ряйкконен лідирує з перевагою у 2.3 с. Піт-стоп Труллі.
Коло 37: Хемілтон доганяє Ряйкконена — між ними 1.6 с.
Коло 40: Між Ряйкконеном і Хемілтоном 0.9 с.
Коло 41: Хемілтон послизнувся в шикані і втратив секунду.
Коло 42: Хемілтон атакує в шикані, але Ряйкконен жорстко захищається. Хайдфельд, Култхард, Росберг і Накадзіма їдуть на піт-стоп за гумою для вологої погоди.
Коло 43: Починається сильний дощ. У La Source Хемілтон обганяє Ряйкконена, обидва їдуть дуже ризиковано на гумі для сухої погоди по мокрій трасі. Хемілтона розвертає, Ряйкконен проїжджає мимо, але тут же розвертається сам і розбиває машину. Алонсо вирушає на заміну шин.
Коло 44: Хемілтон повільно доїжджає до фінішу, другим фінішує Масса, потім — Хайдфельд, Алонсо, Феттель, Кубіца, Бурде і Глок.

### Інцидент між Хемілтоном і Ряйкконеном

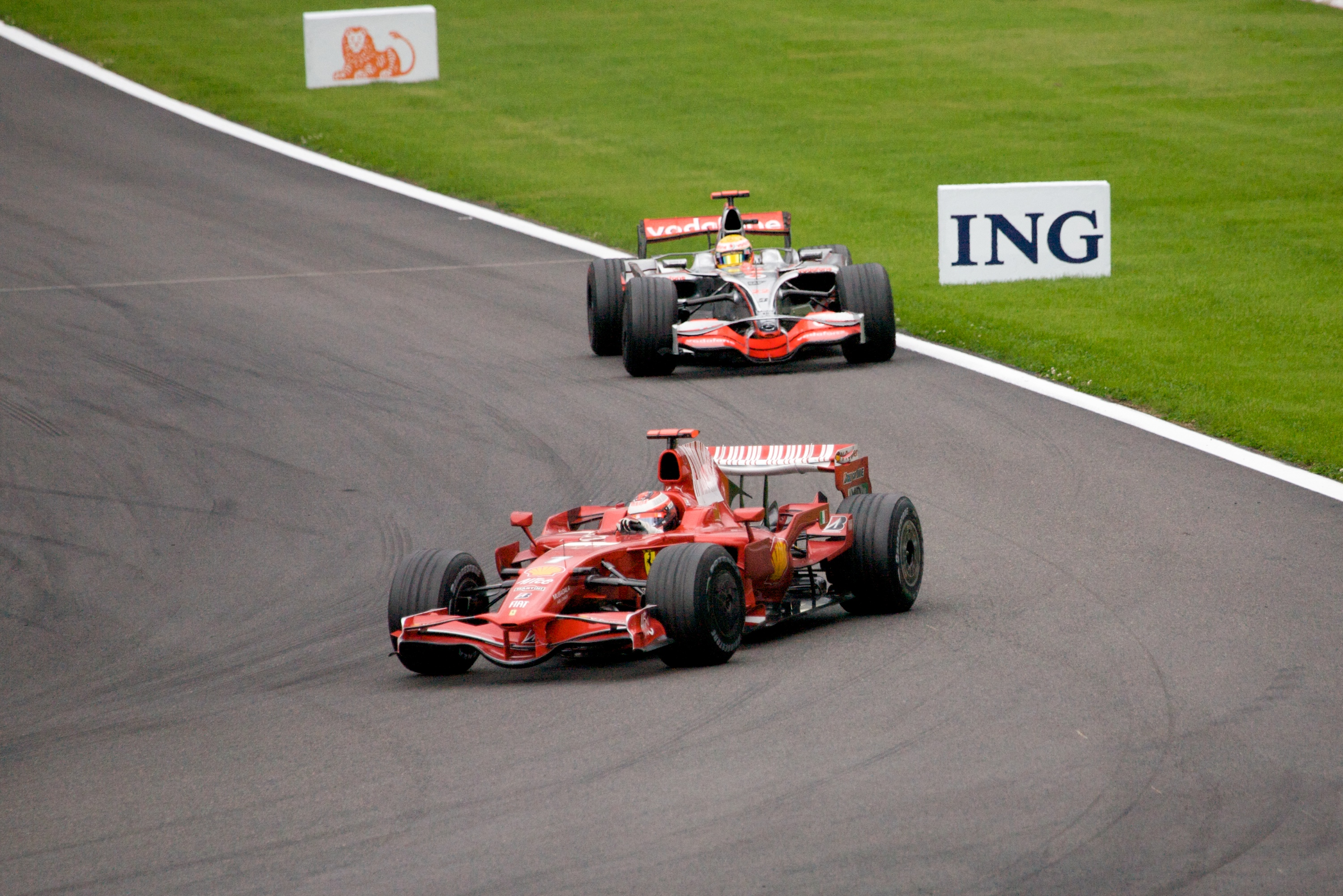
Ряйкконен і Хемілтон

За три кола до фінішу в Спа пішов дощ. Наприкінці 42 кола Льюїс Хемілтон у повороті Автобусна зупинка наздогнав Кімі Ряйкконена, що лідирував протягом більшої частини перегонів, порівнявся з ним і обігнав, зрізавши шикану, після цього на прямій старт-фініш ледве пропустивши Ряйкконена вперед (згідно з правилами, після обгону завдяки зрізанню шикани пілот пізніше повинен пропустити суперника) почав чергову атаку і пройшов Ряйкконена в першому повороті траси. Ряйкконен через пів кола підслизнувся на трасі, врізався в стіну і зійшов, а Льюїс виграв перегони. Після закінчення перегонів стюарди проаналізували інцидент з обгоном і вирішили покарати Хемілтона 25-секундним штрафом, оскільки порахували, що він отримав перевагу зрізавши шикану, бо у випадку акуратного прохождення повороту не зміг би обігнати Кімі у повороті La Source. У кінцевому протоколі Льюїс відкотився на третє місце, а переможцем був оголошений Феліпе Масса.

## Класифікація

### Кваліфікація
|    | Пілот               | Команда            | 1 частина | 2 частина | 3 частина |
| -- | ------------------- | ------------------ | --------- | --------- | --------- |
| 1  | Льюїс Хемілтон      | Макларен-Мерседес  | 1:46.887  | 1:46.088  | 1:47.338  |
| 2  | Феліпе Масса        | Феррарі            | 1:46.873  | 1:46.391  | 1:47.678  |
| 3  | Хейкі Ковалайнен    | Макларен-Мерседес  | 1:46.812  | 1:46.037  | 1:47.815  |
| 4  | Кімі Ряйкконен      | Феррарі            | 1:46.960  | 1:46.298  | 1:47.992  |
| 5  | Нік Хайдфельд       | Заубер-БМВ         | 1:47.419  | 1:46.311  | 1:48.315  |
| 6  | Фернандо Алонсо     | Рено               | 1:47.154  | 1:46.491  | 1:48.504  |
| 7  | Марк Веббер         | Ред Булл-Рено      | 1:47.270  | 1:46.814  | 1:48.736  |
| 8  | Роберт Кубіца       | Заубер-БМВ         | 1:47.093  | 1:46.494  | 1:48.763  |
| 9  | Себастьєн Бурде     | Торо Россо-Феррарі | 1:46.777  | 1:46.544  | 1:48.951  |
| 10 | Себастьян Феттель   | Торо Россо-Феррарі | 1:47.152  | 1:46.804  | 1:50.319  |
| 11 | Ярно Труллі         | Тойота             | 1:47.400  | 1:46.949  |           |
| 12 | Нельсон Піке (мол.) | Рено               | 1:47.052  | 1:46.965  |           |
| 13 | Тімо Глок           | Тойота             | 1:47.359  | 1:46.995  |           |
| 14 | Девід Култхард      | Ред Булл-Рено      | 1:47.132  | 1:47.018  |           |
| 15 | Ніко Росберг        | Вільямс-Тойота     | 1:47.503  | 1:47.429  |           |
| 16 | Рубенс Барікелло    | Хонда              | 1:48.153  |           |           |
| 17 | Дженсон Баттон      | Хонда              | 1:48.211  |           |           |
| 18 | Адріан Сутіл        | Форс Індія-Феррарі | 1:48.226  |           |           |
| 19 | Кадзукі Накадзіма   | Вільямс-Тойота     | 1:48.268  |           |           |
| 20 | Джанкарло Фізікелла | Форс Індія-Феррарі | 1:48.447  |           |           |

### Перегони
|      | Пілот               | Команда            | Кіл | Час             | Старт | Очок |
| ---- | ------------------- | ------------------ | --- | --------------- | ----- | ---- |
| 1    | Феліпе Масса        | Феррарі            | 44  | 1:22:59.394     | 2     | 10   |
| 2    | Нік Хайдфельд       | Заубер-БМВ         | 44  | +9.3            | 5     | 8    |
| 3    | Льюїс Хемілтон      | Макларен-Мерседес  | 44  | +10.5           | 1     | 6    |
| 4    | Фернандо Алонсо     | Рено               | 44  | +14.4           | 6     | 5    |
| 5    | Себастьян Феттель   | Торо Россо-Феррарі | 44  | +14.5           | 10    | 4    |
| 6    | Роберт Кубіца       | Заубер-БМВ         | 44  | +15.0           | 8     | 3    |
| 7    | Себастьєн Бурде     | Торо Россо-Феррарі | 44  | +16.7           | 9     | 2    |
| 8    | Марк Веббер         | Ред Булл-Рено      | 44  | +42.7           | 7     | 1    |
| 9    | Тімо Глок           | Тойота             | 44  | +67.0           | 13    |      |
| 10   | Хейкі Ковалайнен    | Макларен-Мерседес  | 43  | коробка передач | 3     |      |
| 11   | Девід Култхард      | Ред Булл-Рено      | 43  | +1 коло         | 14    |      |
| 12   | Ніко Росберг        | Вільямс-Тойота     | 43  | +1 коло         | 15    |      |
| 13   | Адріан Сутіл        | Форс Індія-Феррарі | 43  | +1 коло         | 18    |      |
| 14   | Кадзукі Накадзіма   | Вільямс-Тойота     | 43  | +1 коло         | 19    |      |
| 15   | Дженсон Баттон      | Хонда              | 43  | +1 коло         | 17    |      |
| 16   | Ярно Труллі         | Тойота             | 43  | +1 коло         | 11    |      |
| 17   | Джанкарло Фізікелла | Форс Індія-Феррарі | 43  | +1 коло         | 20    |      |
| 18   | Кімі Ряйкконен      | Феррарі            | 42  | аварія          | 4     |      |
| схід | Рубенс Барікелло    | Хонда              | 41  | коробка передач | 16    |      |
| схід | Нельсон Піке (мол.) | Рено               | 13  | аварія          | 12    |      |

Найшвидше коло: Кімі Ряйкконен — 1:47.930.
Кола лідирування: Кімі Ряйкконен — 37 (2-12, 14-25, 29-42), Феліпе Масса — 4 (13, 26-28), Льюїс Хемілтон — 3 (1, 43-44).